# Matthias Oertli

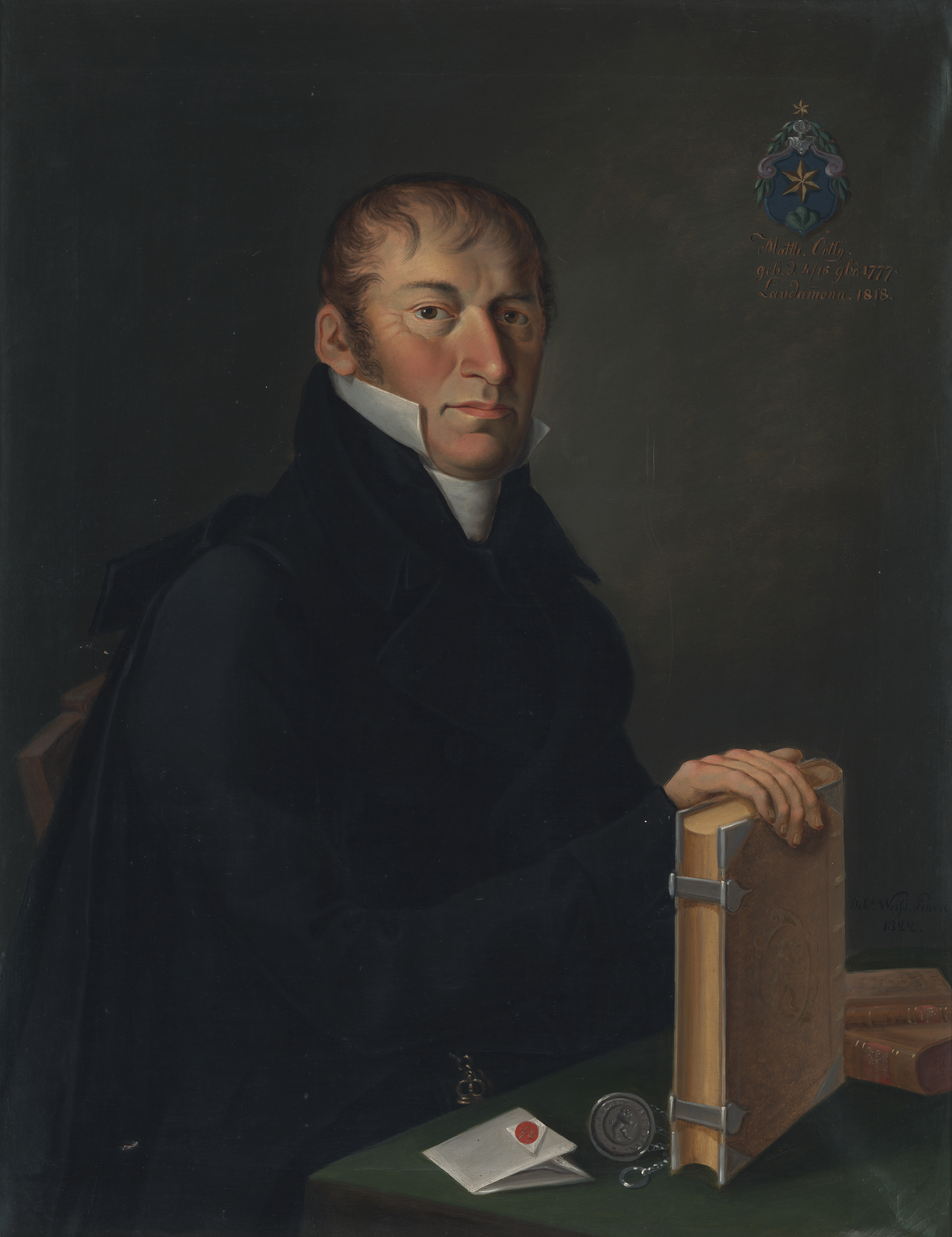
Matthias Oertli, Landammann von Appenzell Ausserrhoden, Gemälde von Johannes Weiss (1822)

Matthias Oertli (* 4. November 1777 in Teufen; † 29. September 1837 ebenda; heimatberechtigt in Teufen) war ein Schweizer Arzt, Landesfähnrich, Tagsatzungsgesandter und Landammann aus dem Kanton Appenzell Ausserrhoden.

## Leben
Matthias Oertli war ein Sohn von Johann Conrad Oertli. Im Jahr 1813 heiratete er Anna Katharina Oertli, Tochter des Johannes Oertli, Wirt und Quartierhauptmann in Teufen. Er ging 1826 eine zweite Ehe mit Anna Katharina Loppacher, Tochter des Matthias Loppacher, ein. Zu Matthias Oertlis Kindern gehört Johann Konrad Oertli.
Von 1789 bis 1792 besuchte er die Mittelschule in Lindau, Bayern. Ab 1793 bis 1798 studierte er Medizin in Zürich, Jena, Wien und Altdorf bei Nürnberg. Im Jahr 1798 erwarb er das Doktorat in Medizin.
Er arbeitete als Arzt in Teufen. Er gab 1818 seine Praxis zugunsten breitgefächerter Studien und der Politik auf. Von 1799 bis 1803 war er Distriktsarzt. Von 1803 bis 1817 amtierte er als Ratsherr in Teufen. Im Jahr 1810 war er Mitglied der kantonalen Sanitätskommission. In dieser setzte er sich gegen so genannte Kurpfuscher ein. Von 1817 bis 1818 hatte er das Amt des Landesfähnrichs inne. Ab 1817 bis 1832 war er Tagsatzungsgesandter. Von 1818 bis 1837 versah er das Amt des Landammanns. In den Jahren 1831 bis 1832 präsidierte er die kantonale Revisionskommission. Oertlis Wahl zum Landammann 1818 bedeutete den Durchbruch des Liberalismus in Appenzell Ausserrhoden. Oertli, der umgehend die ausserrhodische Zensur aufhob, gehörte zu den Wegbereitern der Pressefreiheit in der Schweiz.